# SN 1994ad
SN 1994ad – supernowa typu II odkryta 10 listopada 1994 roku w galaktyce E152-G26. W momencie odkrycia miała maksymalną jasność 18,00m.